# Флотованість мінералів
Флото́ваність мінера́лів — здатність мінералів розділятися флотацією. Флотованість — природна або підсилена реаґентами придатність корисної копалини до вилучення її у пінний продукт способом флотації. 
Інше визначення: здатність корисних копалин до розділення на гідрофобний і гідрофільний продукти при флотації. Флотованість зумовлюється переважно гідрофобністю поверхні частинок мінералу при допоміжній ролі інших чинників (тріщинуватість, форма тощо). Флотованість визначають лабораторними дослідженнями. Залежить від мінерального складу і фізико-хімічних властивостей поверхні мінералів корисної копалини. 

## Загальний опис
Флотованість мінералів пояснюється на основі теорії поверхневих гідратних шарів. Гідратний шар складається з упорядкованих диполів води, які знаходяться на межі розділу двох фаз. При великій товщині гідратного шару поверхня мінералу — гідрофільна, при малій — гідрофобна. У дійсності, для реального мінералу має місце гідрофільно-гідрофобна мозаїчність поверхні. Кількісною оцінкою змочуваності служить крайовий кут змочування.
Мінерали з різною концентрацією відповідного носія струму і знаком останнього відрізнятимуться один від одного здатністю хемосорбувати ті або інші флотаційні реагенти. Необхідною умовою створення міцного хемосорбційного зв'язку аніона флотаційного реагенту, наприклад, реагенту збирача, з кристалічною ґраткою флотованого мінералу є перехід електрона аніона у кристалічну ґратку. Велике значення для адсорбційної активності реагентів-збирачів аніонного і катіонного типу має концентрація носіїв струму в кристалічній ґратці напівпровідникового мінералу, а також вид провідності (електронна або діркова). Висока концентрація вільних електронів у ґратці мінералу, яка відповідає електронній провідності, буде, очевидно, перешкоджати закріпленню аніона збирача, тоді як при дірковій провідності перехід електрона від сорбуючого збирача до кристалічної ґратки і закріплення на ній реагенту будуть протікати легко.
Ще показовішим є відношення концентрацій носіїв струму в мінералі пе /пр , що характеризує перевагу вільних електронів або дірок. Це дозволяє судити про більш або менш сприятливі умови для закріплення на мінералі аніонного або катіонного реагенту. Концентрація носіїв електричного заряду може слугувати не тільки показником відхилення поверхневих (адсорбційних) властивостей природного мінералу від чистої хімічної сполуки, але й визначати його активність в адсорбційних і хімічних процесах.
Крім описаної фізико-хімічної неоднорідності поверхні мінералів, слід мати на увазі ще й неоднорідність, пов'язану з мікрорельєфом (виступи, заглибини і т. ін.) мінеральної поверхні, яка також впливає на процес взаємодії мінералів з реагентами. Неоднорідність поверхні мінералу збільшується за рахунок наявності мікротріщин, площин спайності, границь між окремими кристалами, а також в окремих випадках мікровключеннями і емульсійним вкрапленням інших мінералів. У цьому випадку можна говорити про гідрофільно-гідрофобну мозаїчність мінеральної поверхні, яка обумовлена сумою описаних чинників.
Через неоднорідність поверхні мінералу певні ділянки можуть бути зайняті адсорбційним шаром одного реагенту, у той час як інші гідратовані або адсорбують йони іншого реагенту, або покриваються йонами іншого мінералу, що міститься у пульпі в розчиненому вигляді. Внаслідок неоднорідності поверхні мінералів розміщення адсорбованих на ній йонів або молекул нерівномірне: на одних ділянках вони розміщені щільніше, на інших — менш щільно. Тому флотаційна поведінка частинки мінералу визначається сумарним результатом взаємодії ділянок її поверхні з основними компонентами флотаційної пульпи.

## Класифікація мінералів за флотованістю
За М. А. Ейгелесом мінерали за флотованістю розділяють на такі групи:
- I. Аполярні мінерали неметалічних корисних копалин, які характеризуються високою природною гідрофобністю. До них належать кам'яне вугілля, графіт, алмаз, самородна сірка і тальк. Для флотації мінералів цієї групи використовують вуглеводневі реагенти, головним чином нафтового походження, а іноді тільки спінювачі.
- II. Сульфіди важких металів і самородні метали характеризуються деякою природною гідрофобністю і вибірковою здатністю адсорбувати на своїй поверхні сульфгідрильні збирачі (ксантогенати). До даної групи належать сульфіди кольорових, чорних і рідкісних металів (сульфіди свинцю, міді, цинку, заліза, стибію, ртуті, телуриди, селеніди та інші), а також самородні метали — золото, срібло, платина, мідь.
- III. Окиснені мінерали важких металів представлені карбонатами, сульфатами, гідратами і силікатами міді, свинцю, цинку і комплексних руд. Мінерали цієї групи не мають природної гідрофобності, тому їх флотація можлива жирними кислотами і їх милами або ксантогенатами після попередньої сульфідизації поверхні сульфідом натрію.
- IV. Полярні несульфідні мінерали лужноземельних мінералів мають у складі кристалічної ґратки катіони кальцію, барію, магнію і стронцію. Мінерали цієї групи дуже чутливі до йонного складу пульпи, вони добре флотують при використанні як збирачів жирних кислот і їх мил так і інших оксигідрильних збирачів, а також катіонних.
- V. Оксиди, силікати і алюмосилікати представлені великою групою мінералів, до якої входять кварц, андалузит, діаспор, берил, турмалін, топаз, гематит, магнетит, ільменіт, рутил, каолініт, серицит, каситерит, кіаніт, корунд, піролюзит, польові шпати, слюди і інші. Більшість цих мінералів добре флотується з використанням оксигідрильних збирачів, жирних кислот і збирачів катіонного типу.
- VI. Розчинні солі лужних і лужноземельних металів представлені такими мінералами як галіт, каїніт, карналіт, сильвін і іншими. Мінерали цієї групи флотують з насичених розчинів солей жирними кислотами, амінами і їх сумішами з аполярними реагентами.

Близькість флотаційних властивостей різних за складом мінералів визначає складність флотаційних схем і у цілому технології флотаційного збагачення корисних копалин.